# Riisipere
Riisipere (autrefois: Riesenberg) est un petit bourg (alevik) estonien de la région d'Harju, au nord-ouest du pays. Il appartient à la commune de Nissi, dont il est le chef-lieu administratif. Le bourg est connu pour son imposant château néoclassique, dont provient son nom qui est la traduction en estonien de son nom officiel d'origine, signifiant « mont géant » en allemand. Le hameau de Nissi, avec son église, qui appartient maintenant aux limites du bourg, a donné son nom à la commune.

## Démographie
Sa population était de 1 051 habitants en 2004.
Au 31 décembre 2011, il compte 885 habitants.

## Géographie
Riisipere se trouve à 30 km de Märjamaa, 40 km de Rapla, 45 km de Tallinn et 50 km d'Haapsalu.

## Architecture
- Église luthérienne de Nissi (Riisipere): construite en 1871-1873 par l'architecte pétersbourgeois, David Grimm. C'est ici que sont enterrés les descendants de grandes familles allemandes de la Baltique, comme les Stackelberg, les Maydell, les Bistram, les Pilar von Pilchau, ou les Mohrenschildt.
- Château de Riesenberg, ancienne propriété des Stackelberg

## Transport

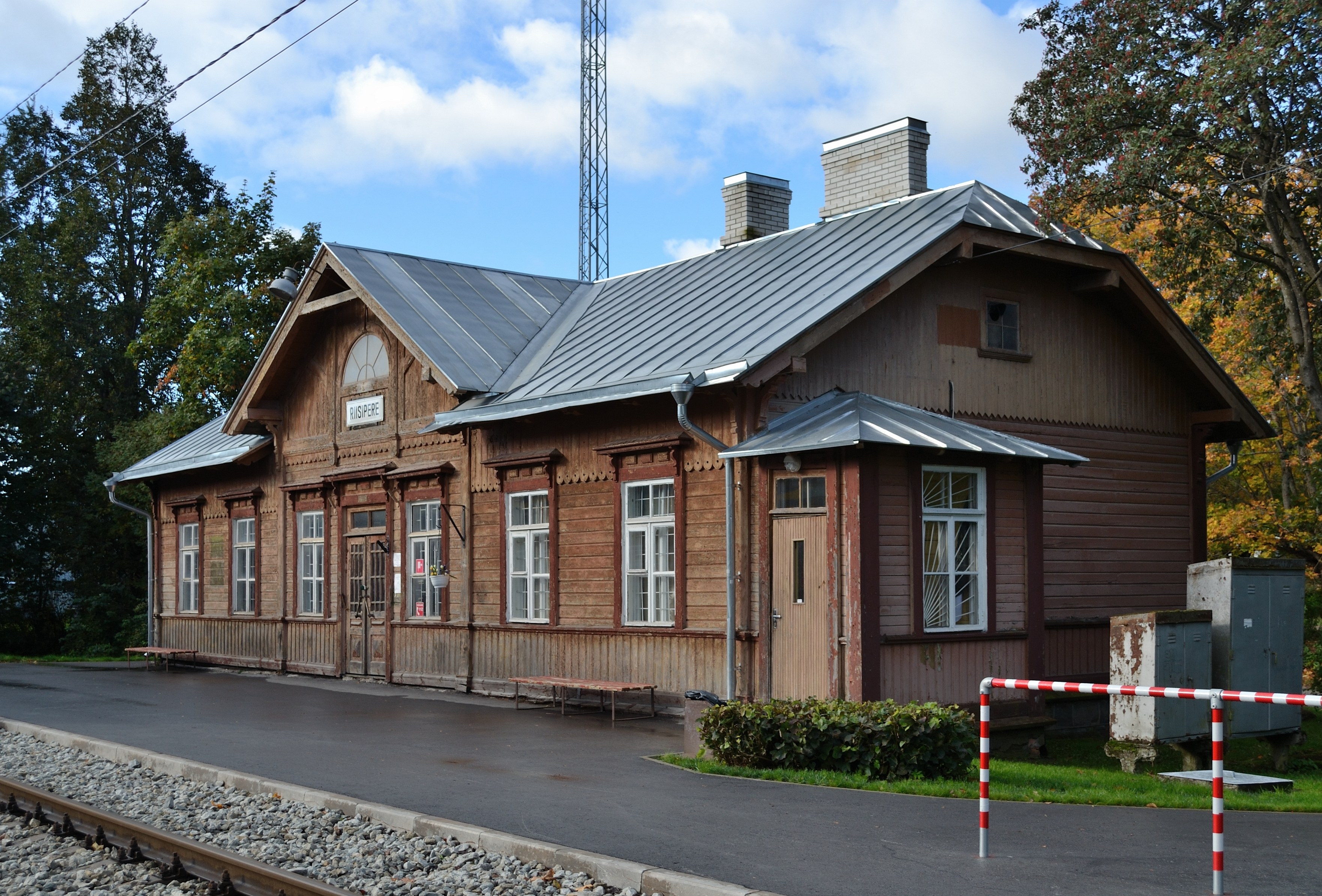
Vue de la gare de Riisipere

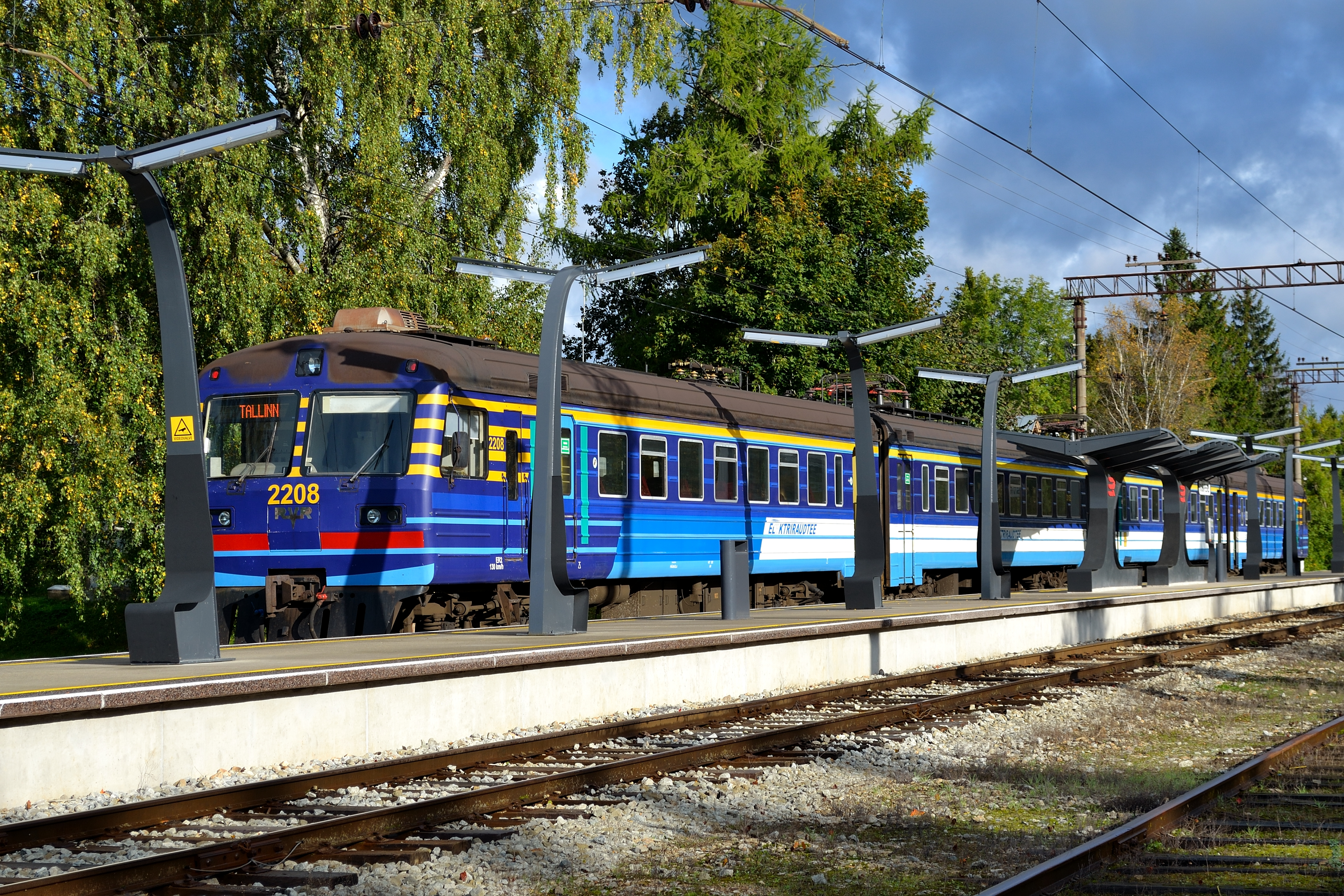

La ville est traversée par la voie ferrée électrique Tallinn-Keila-Riisipere-Turba. Sa section jusqu'à Haapsalu a cessé d'être en activité en 2004.